# Сомов Микола Миколайович
Сомов Микола Миколайович (1861, Херсон — 1923, Харків) — український орнітолог.

## Біографічні дані
М. М. Сомов народився у сім'ї багатих поміщиків Харківської губернії. З дитинства проявляв особливу любов до природи. У 1880 р. закінчив Харківську гімназію та вступив до Харківського університету на природниче відділення фізико-математичного факультету. У 1885 р. була підготовлена кандидатська дисертація. З 1886 р. М. М. Сомов був прийнятий на посаду лаборанта при зоологічному кабінеті Харківського університету (нині — зоологічний музей). Однак основним джерелом для проведення наукових досліджень були прибутки від власного маєтку. Помер М. М. Сомов наприкінці 1923 р. у Харкові.

## Наукова діяльність
Основним науковим інтересом М. М. Сомова була орнітологія. З 1880 р. він здійснив велику кількість експедицій та виїздів у різні частини Харківської губернії. У 1885 р. була підготовлена кандидатська дисертація «Матеріали для орнітологічної фауни Харківської губернії». Результатом багаторічних досліджень М. М. Сомова стало класичне зведення «Орнитологическая фауна Харьковской губернии» (1897), викладена на 883 стор., з яких 680 присвячена видовим нарисам. Це була одна з перших у дореволюційній Російській імперії орнітологічних робіт екологічного характеру та надійний фундамент для подальших досліджень птахів Північного Сходу України. У ході своїх досліджень М. М. Сомов консультувався з провідними орнітологами Росії — професором Московського університету М. А. Мензбіром та директором зоологічного музею у Санкт-Петербурзі Ф. Д. Плеске. Матеріали, надіслані М. М. Сомовим до М. А. Мензбіра були використані останнім при написанні класичної двохтомної роботи «Птицы России». М. М. Сомовим була зібрана колекція тушок та чучел птахів, яка налічувала понад 2000 екз. Дві третини цієї колекції було передано до Зоологічного музею Імператорської Академії наук у Санкт-Петербурзі, де вони зберігаються донині.
М. М. Сомов був почесним членом та секретарем «Харьковского общества испытателей природы», був одним із засновників та членів «Южно-Русского общества акклиматизации» (1897, Харків), членом «Московского общества испытателей природы», а з 13.12.1895 р. — кореспондентом Зоологічного музею Імператорської Академії наук.
Його учнями були відомі українські орнітологи, які згодом стали професорами, Б. С. Вальх, В. Г. Аверін.

## Наукові публікації
- Somov M. Bietrag zur Kenntnis des Zwerghabichts (Actus brevipes Sev.) // Ornith. Jb. − 1891. − Jg. 2, H. 4. − S. 121−151.
- Somov M. Das erste Vorkommen von Turdus swainsoni Cab. in Russland // Ornitologisches Jahrbuch. − 1896. − Helf 2. Marz−April. − Jg. VII. − S. 79−80.
- Somov M. Ein abweichendes Exemplar der Mehlschwalbe // Ornitologisches Jahrbuch. − 1896. − Helf 2. Marz−April. − Jg. VII. − S. 80−81.
- Сомов Н. Н. Орнитологическая фауна Харьковской губернии. − Харьков: Тип. А.Дарре, 1897. − 689 с.

## Пам'яті Миколи Сомова
2011 року (1–4 грудня) у Харкові відбулася міжнародна конференція "Екологія птахів: види, угруповання, взаємозв'язки", присвяченої 150-річчю з дня народження Миколи Сомова (1861–1923). Конференція організована відомими харківськими орнітологами М. В. Баніком та його колегами, і за її матеріалами впорядковано однойменний збірник наукових праць  (Экология..., 2011), відомий як «Сомовський збірник» (за ред. М. Баніка та ін.).